# Grzegorz Lewandowski
Grzegorz Lewandowski (Szczecinek, Polonia, 1 de septiembre de 1969) es un exfutbolista y entrenador polaco que jugaba en la demarcación de centrocampista. Fue internacional con la selección absoluta de Polonia en cinco ocasiones. Como futbolista jugó principalmente en Polonia, aunque también estuvo en la primera división de España, Francia y Australia. Como técnico, ha dirigido al Gwardia Koszalin, Kotwica Kołobrzeg, Ruch Wysokie Mazowieckie, ŁKS Łomża, Rega Trzebiatów, Sława Sławno, Sparta Brodnica, Pogoń Lębork y MKP Szczecinek.

## Clubes
| Club                     | País      | Año         |
| ------------------------ | --------- | ----------- |
| Gwardia Koszalin         | Polonia   | 1987 - 1989 |
| Wisła Cracovia           | Polonia   | 1989 - 1994 |
| → CD Logroñés            | España    | 1994        |
| Legia de Varsovia        | Polonia   | 1994 - 1996 |
| SM Caen                  | Francia   | 1996 - 1997 |
| Polonia Varsovia         | Polonia   | 1997 - 1998 |
| Zagłębie Lubin           | Polonia   | 2000 - 2001 |
| RKS Radomsko             | Polonia   | 2001        |
| Hutnik Cracovia          | Polonia   | 2001        |
| Adelaide City FC         | Australia | 2001        |
| Hutnik Cracovia          | Polonia   | 2002        |
| Gwardia Koszalin         | Polonia   | 2022 - 2003 |
| Kotwica Kołobrzeg        | Polonia   | 2004        |
| Ruch Wysokie Mazowieckie | Polonia   | 2005        |
| Kotwica Kołobrzeg        | Polonia   | 2005 - 2006 |
| Astra Ustronie Morskie   | Polonia   | 2007        |
| ŁKS Łomża                | Polonia   | 2007        |
| Rega-Merida Trzebiatów   | Polonia   | 2008        |
| Sława Sławno             | Polonia   | 2009 - 2011 |
| Gwardia Koszalin         | Polonia   | 2011 - 2012 |
| Mewa Resko               | Polonia   | 2012 - 2013 |
| Sława Sławno             | Polonia   | 2014        |

## Palmarés

### Títulos nacionales
| Título               | Club              | País    | Año     |
| -------------------- | ----------------- | ------- | ------- |
| Ekstraklasa          | Legia de Varsovia | Polonia | 1994-95 |
| Copa de Polonia      | Legia de Varsovia | Polonia | 1994-95 |
| Supercopa de Polonia | Legia de Varsovia | Polonia | 1994    |